# Reprezentacja Burkiny Faso U-17 w piłce nożnej mężczyzn
Reprezentacja Burkiny Faso U-17 w piłce nożnej – juniorska reprezentacja Burkina Faso, zgłaszana przez FBF. Mogą w niej występować wyłącznie zawodnicy posiadający obywatelstwo burkińskie, urodzeni w Burkina Faso lub legitymujący się burkińskim pochodzeniem i którzy w momencie przeprowadzania imprezy docelowej (finałów Mistrzostw Afryki lub Mistrzostw Świata) nie przekroczyli 17. roku życia.

## Występy wmistrzostwach świata
- 1985: Nie brała udziału
- 1987: Nie brała udziału
- 1989: Nie brała udziału
- 1991: Nie brała udziału
- 1993: Nie brała udziału
- 1995: Nie brała udziału
- 1997: Nie zakwalifikowała się
- 1999: Faza grupowa
- 2001: 3. miejsce
- 2003: Nie zakwalifikowała się
- 2005: Nie zakwalifikowała się
- 2007: Nie zakwalifikowała się
- 2009: 1/8 finału
- 2011: Faza grupowa
- 2013: Nie zakwalifikowała się
- 2015: Nie zakwalifikowała się

## Występy wmistrzostwach Afryki
- 1995: Nie brała udziału
- 1997: Nie zakwalifikowała się
- 1999: 2. miejsce
- 2001: 2. miejsce
- 2003: Nie zakwalifikowała się
- 2005: Faza grupowa
- 2007: Faza grupowa
- 2009: 3. miejsce
- 2011: 1. miejsce
- 2013: Nie zakwalifikowała się
- 2015: Nie zakwalifikowała się